# Giancarlo Ferrari
Giancarlo Ferrari, italijanski lokostrelec, * 22. oktober 1942. 
Sodeloval je na lokostrelskem delu poletnih olimpijskih igrah leta 1976, leta 1980, leta 1984, leta 1988 in leta 1992.